# Barrio Independencia, Corrientes
El Barrio Independencia es un distrito comunal de la ciudad de Corrientes delimitado por la Avenidas Ibera al Norte, Avenida Altagracia al Sur, Avenida Paysandú al Este y Avenida Igarzabal  al Oeste, fue reconocido por el Honorable Consejo Deliberante de la Ciudad de Corrientes en la Ordenanza Municipal N° 578, en la actualidad cuenta con 2 Pro-Comisiones Vecinales y una Asociación de Vecinos del Barrio Independencia, hay 2.282 Habitantes y 567 viviendas, de diversas clases sociales, la mitad del asentamiento comúnmente conocido como Iberá pertenece al barrio independencia, dentro del barrio existe la Sala de Atención Primaria de Salud N°3(SAPS) "Dr. Miguel Rossi Candia", depende de la Delegación Municipal "Dr. Nicolini" y de la Comisaría 7.ª de la Policía de Corrientes.-
Delimita con los Barrios Gral. San Martín, Cristóbal Colón, Juan XXIII, 3 de Abril, Río Paraná y el B° Alta Gracia.
- Datos: Q5720490